# Laia Genc

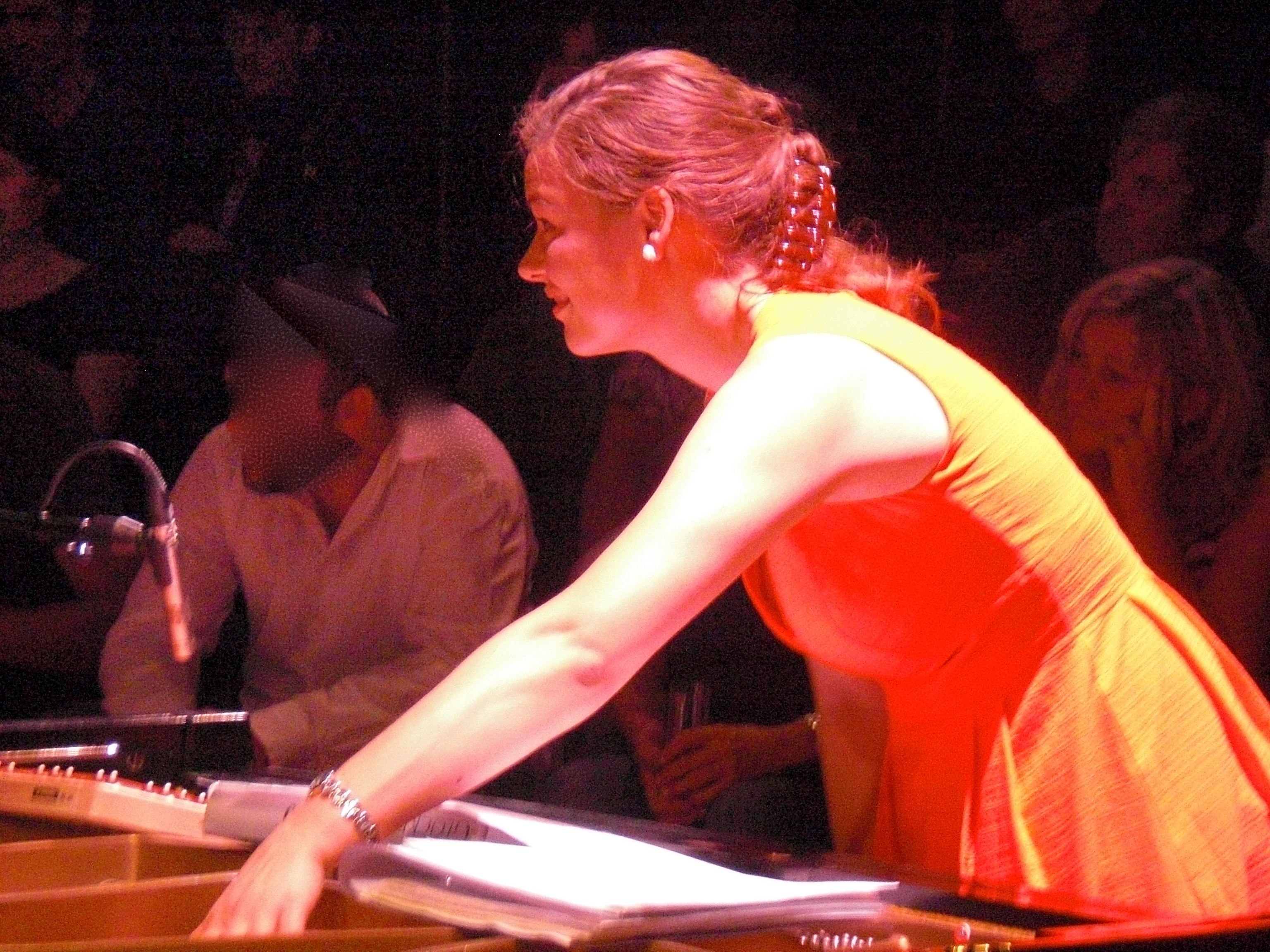
Laia Genc (Altes Pfandhaus Köln, September 2011)

Laia Genc (sprich: Gentsch; * 1978 in Berlin) ist eine deutsche Pianistin des Modern Jazz.

## Leben und Wirken
Die Tochter einer deutschen Mutter und eines türkischstämmigen Vaters wuchs in Berlin auf. Sie studierte an der Kölner Musikhochschule Jazzpiano, zunächst bei Hubert Nuss, dann bei John Taylor. Während des Studiums war sie zwischen 2001 und 2003 Mitglied im BuJazzO, aber auch im Jugendjazzorchester NRW. Sie spielte mit dem Jazzquartett Nurse Or Nuc und dem Terrence Ngassa Sextett, bevor sie ihre eigene Band gründete. Daneben arbeitet sie mit Annette Maye im PyromanDuo, das sich einer Synthese von Modern Jazz, Balkanmusik und neuer Improvisationsmusik widmet, ist aber auch im Trio mit Ulla Oster und Angelika Niescier, mit Simin Tander und mit dem United Women’s Orchestra aufgetreten. Sie spielt seit 2003 auch in Georg Rubys Blue Art Orchestra und in der Miss Jones Bigband, die die Tradition der Frauenbigbands der Swing-Ära wieder aufnimmt; auch gehört sie zu den Mitbegründerinnen des Weltmusik-Jazz-Trios Kalima. Daneben führt sie mit Ta Lyrika Kompositionen von Mikis Theodorakis auf.
Mit einem Stipendium der NRW Kulturstiftung verbrachte Genc 2014 einige Monate in Istanbul, um dort ihr Projekt Istanbul Composers Orchestra voranzubringen. Im November 2014 und erneut im Februar 2017 gastiert sie auf Einladung des Goethe-Instituts in Yangon, Myanmar. Als Pianistin ist sie außerdem festes Mitglied von Caroline Thons Big Band Thoneline Orchestra, mit dem sie im Oktober 2015 bei Enja/Yellowbird beim Album „Black & White Swan“ mit von der Partie war.
Genc ist auf diversen Festivals wie der Jazzrally Düsseldorf und dem Jazz Festival Viersen aufgetreten, hat aber auch in Südkorea und Marokko getourt. Ihr Trio wurde 2004 mit dem Biberacher Jazzpreis ausgezeichnet. Mit Annette Maye erhielt sie 2006 bei dem italienischen Wettbewerb Torneo Internationale Della Musica in der Kategorie Jazz den 1. Platz.
Der Mitschnitt ihres Solo-Konzerts in der Stadtwaage Bremen vom 14. November 2016 wurde am 29. Januar 2017 im Nordwestradio gesendet.

## Diskographische Hinweise
- Lines for Ladies feat. Sheila Jordan & Kristin Korb - LIVE! (HGBS Blue / InVivo Records 2016)[5]
- Sabine Kühlich & Laia Genc: In Your Own Sweet Way (Double Moon/Challenge Records 2016).[6]
- Laia Genc & Stephan Mattner Focus (Konnex 2014)
- Laia Genc Liaison Toniqe 5 Polyfangastronosia (JHM 2009)
- Laia Genc Strandgut (JHM 2008)
- PyromanDuo Handle With Care (JHM 2006)
- Laia Genc Liaison Tonique Trilogien (JHM 2005)
- Laia Genc & Roger Hanschel: Change Follows Vision (2018)

## Belege
1. ↑  Stephanie Müller: Trio Meike Goosmann: „Das Lebensgefühl und die Inspiration sind Geschenke!“ Goethe-Institut Myanmar, November 2014, archiviert vom Original (nicht mehr online verfügbar) am 12. Februar 2019; abgerufen am 3. Juli 2022.
2. ↑  Fesselnde Big-Band-Klänge – Caroline Thon und ihr Thoneline Orchestra. In: JazzZeitung. 16. September 2015, abgerufen am 3. Juli 2022 (deutsch).
3. ↑  Jazzpreis– seit über 30 Jahren. In: events.kulturkalender-biberach.de. Kulturamts der Stadt Biberach, abgerufen am 3. Juli 2022.
4. ↑  Nordwestradio in concert: Pop & Jazz Laia Genc Konzertmitschnitt vom 14. November 2016, Stadtwaage, Bremen. Archiviert vom Original (nicht mehr online verfügbar) am 29. Januar 2017; abgerufen am 3. Juli 2022.
5. ↑  Lines for Ladies feat. Sheila Jordan & Kristin Korb - LIVE! In: invivo-records.de. Abgerufen am 3. Juli 2022.
6. ↑  In Your Own Sweet Way - Sabine Kühlich & Laia Genc. In: challengerecords.com. Challenge Records International, abgerufen am 3. Juli 2022 (englisch).

| Personendaten    | Personendaten          |
| ---------------- | ---------------------- |
| NAME             | Genc, Laia             |
| KURZBESCHREIBUNG | deutsche Jazzpianistin |
| GEBURTSDATUM     | 1978                   |
| GEBURTSORT       | Berlin                 |